# Weitensfeld-Flattnitz
Weitensfeld-Flattnitz ist eine ehemalige Großgemeinde im Bezirk Sankt Veit an der Glan, Kärnten.

## Geschichte
Mit 1. Jänner 1973 wurden im Zuge der Kärntner Gemeindereform die Gemeinden Glödnitz, Deutsch-Griffen, die Marktgemeinde Weitensfeld und Teile der Gemeinden Pisweg (Rest zu Gurk) und Metnitz zur Großgemeinde Weitensfeld-Flattnitz zusammengelegt.
Nach einer Volksbefragung 1991 wurden die Gemeinden Deutsch-Griffen, Glödnitz und Weitensfeld (seit 1995 Weitensfeld im Gurktal) wieder selbständig. 1994 kam es zu kleineren Gebietskorrekturen zwischen den Gemeinden.

## Nachweise
- LGBL. KTN Nr. 063/1972
- Zeloth Thomas (Hrsg.): Weitensfeld. Eine Marktgemeinde im Herzen des Gurktales. 2008.